# Dance-pop
Dance-pop (sau dance pop) este o orientare a genului muzicii pop care a luat amploare din post-disco, începând cu anii '80.
Stilul muzical a început să fie promovat de către artiști precum Kylie Minogue, Rick Astley și Bananarama. Alți artiști care s-au bucurat de succes abordând acest gen muzical sunt: Paula Abdul, Madonna, Janet Jackson, Spice Girls, Momoiro Clover Z, Christina Aguilera, Britney Spears, și, recent, Katy Perry, Lady Gaga, și Kesha.